# Atlanta
Atlanta is de hoofdstad en tegelijk grootste stad van de staat Georgia in de Verenigde Staten en telt 416.474 inwoners (2000). De gehele agglomeratie van Atlanta telt 5.618.431 inwoners (2010), de 10e qua grootte van de VS. Het is het belangrijkste industrie-, verkeers-, handels- en financiële centrum van het zuidoosten van de Verenigde Staten. Belangrijke toeristische attracties zijn het Martin Luther King Jr. National Historical Park, het Georgia Aquarium, het Margaret Mitchell House and Museum en World of Coca-Cola. Een belangrijke economische stimulans voor de stad is het Georgia World Congress Center.

## Geschiedenis

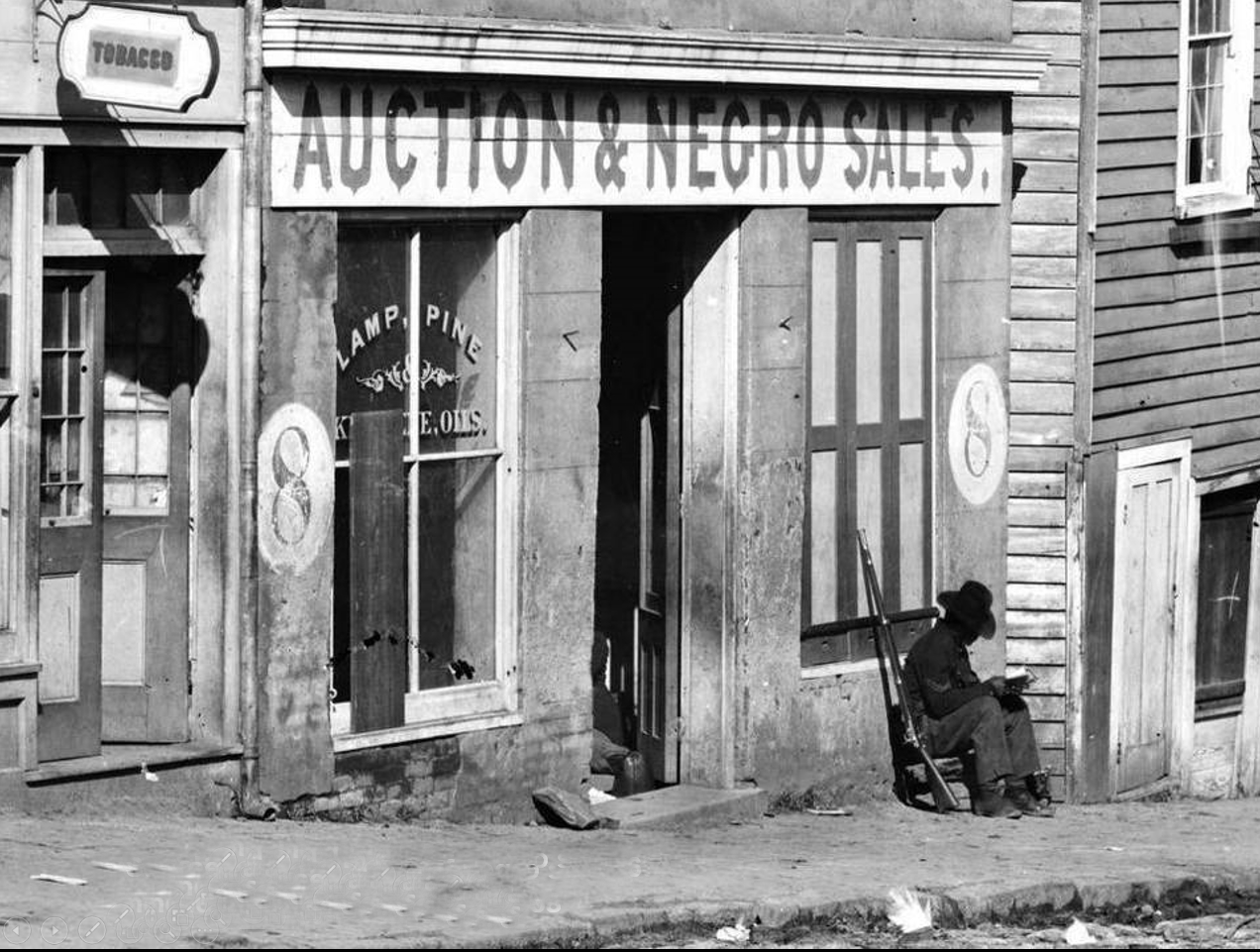
Slavenveilinghuis in Whitehall Street, Atlanta, 1864.

De stad werd in 1837 gesticht als eindpunt van een spoorlijn, met de toepasselijke naam Terminus. In 1843 werd de plaats omgedoopt tot Marthasville en in 1845 kreeg het de huidige naam Atlanta (afkorting van "Atlanta-Pacifica", vanwege het idee dat de spoorwegverbindingen die via Atlanta liepen de west- en oostkust van de VS één dag zouden verbinden). Tussen 1845 en 1854 kwamen spoorlijnen aan uit vier verschillende richtingen en werd Atlanta ineens het spoorwegknooppunt van de hele zuidelijke VS. Toen in 1861 de Amerikaanse Burgeroorlog uitbrak, had de stad al 9.000 inwoners. Atlanta was een belangrijk doelwit van de Unionisten, vanwege het belang als handelsknooppunt. In 1864 werd de stad 107 dagen belegerd en na evacuatie van de bewoners op 2 september veroverd door generaal Sherman. Ze was toen goeddeels in de as gelegd. Daarna werd Atlanta in korte tijd weer opgebouwd en in 1868 aangewezen als hoofdstad van de staat Georgia.
In 1886 werd er voor het eerst Coca-Cola gefabriceerd in een drogisterij in Atlanta. In 1889 kreeg de stad elektrische trams. Tussen 1890 en 1920 werden veel nieuwe woonwijken gebouwd. De luxueuze woningen uit die periode zijn nog te zien in wijken als Virginia-Highland en Inman Park; een voorbeeld is Beath-Dickey House uit 1890. Het trambedrijf van de stad werd in 1949 opgeheven en in plaats daarvan werden trolleybussen ingezet, die in 1963 plaats moesten maken voor gewone bussen.

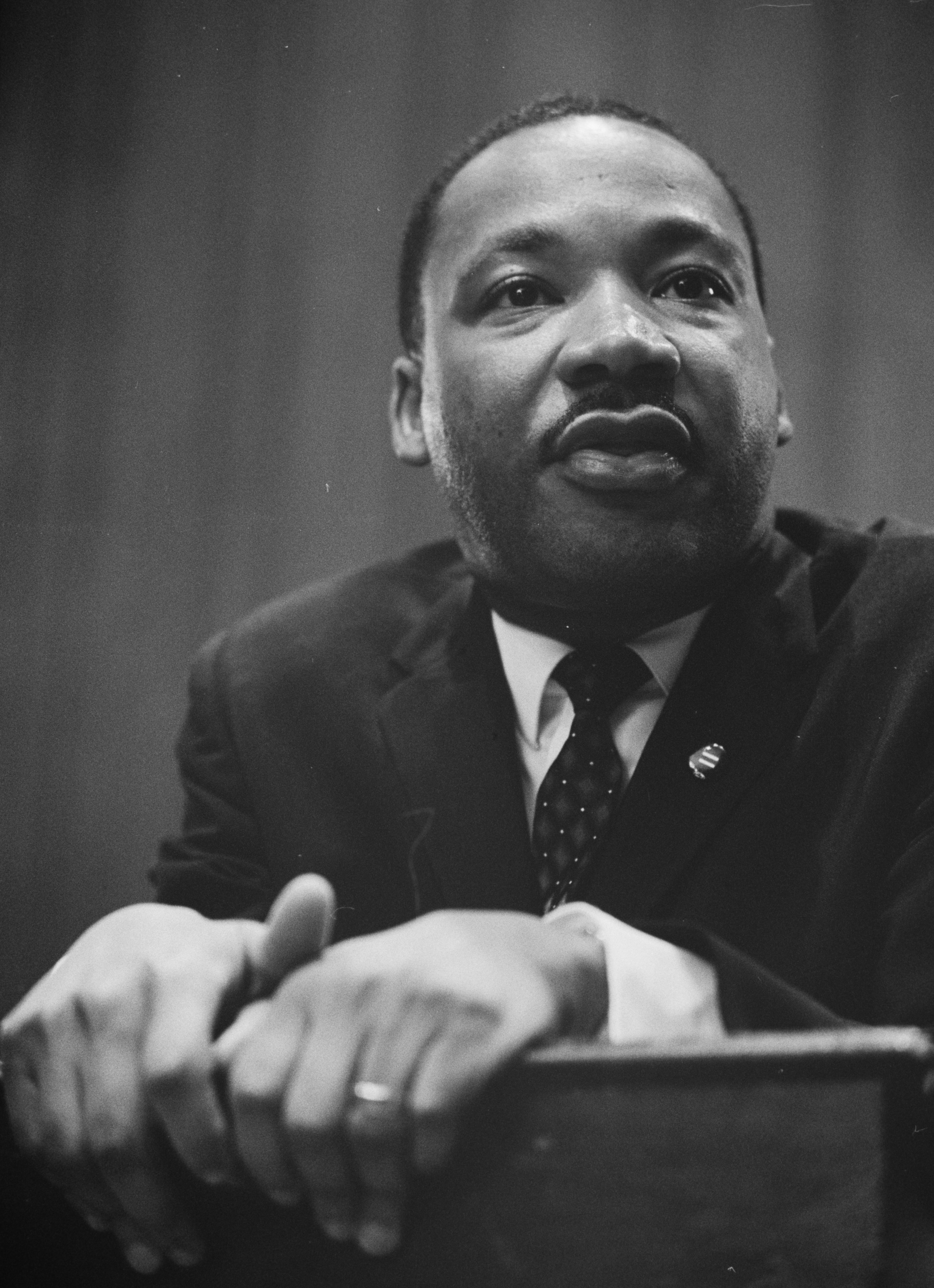
Martin Luther King

In 1865 werden de slaven vrijgelaten. In Atlanta werd de eerste zwarte universiteit opgericht, Atlanta University. Ondanks het feit dat in de laatste decennia van de 19e eeuw de zwarten veel rechten werd afgenomen, en ondanks de Jim Crow-wetten vanaf 1910 in het bijzonder, ontstond er in Atlanta een zwarte middenklasse en zelfs een bovenklasse. Als reactie daarop werd juist in Atlanta de Ku Klux Klan in 1915 heropgericht.
In de eerste helft van de 20e eeuw werd Auburn Avenue de "rijkste zwarte straat ter wereld" genoemd. Aan het begin van de jaren vijftig begonnen zwarte inwoners huizen te kopen in wijken die tot dan toe voor hen verboden waren, een reden voor veel blanken om naar de buitenwijken te verhuizen. Martin Luther King kwam uit Atlanta en was daar dominee; de stad was een belangrijk centrum van de Afro-Amerikaanse burgerrechtenbeweging. Onder invloed van de federale overheid werd de bij wet geregelde rassensegregatie in het onderwijs geleidelijk afgeschaft. Maar de segregatie in publieke gelegenheden als restaurants en warenhuizen ging steeds meer knellen. In het verkiezingsjaar 1960 vonden wekelijks sit-ins plaats in lunchrooms, waar zwarte studenten weigerden gebruik te maken van aparte voorzieningen. Gedurende dat jaar was de stad een frontlinie van de burgerrechtenbeweging, waarbij de studenten zich lieten arresteren zonder verzet te plegen. Uiteindelijk werd op 6 maart 1961 een convenant gesloten tussen ondernemers en actieleiding, waarbij de segregatie in de horeca werd afgeschaft: een primeur in het zuiden van de USA.
Atlanta had niet, zoals veel andere Amerikaanse steden, te maken met heftige rassenrellen. Dit kwam vooral door slim optreden van blanke politieke leiders zoals burgemeester Ivan Allen jr.
Vanaf 1965 tot 1975 werden veel nieuwe winkelcentra in de buitenwijken gebouwd, waardoor het stadshart als winkelgebied achteruitging. In het centrum kwam daarvoor in de plaats een groot kantoor- en congresgebied met een nieuw congrescentrum en meerdere wolkenkrabbers. Veel gebouwen werden door John Portman ontworpen, een architect uit Atlanta bekend om zijn atriumhotels.
Vanaf 1970 kende de stad een zwarte meerderheid en in 1973 kreeg Atlanta zijn eerste zwarte burgemeester, Maynard Jackson. Zwarte politieke leiders werkten succesvol samen met de in hoofdzaak blanke grote bedrijven om voor economische groei van de stad te zorgen, terwijl ze ook oog hadden voor de belangen van het zwarte midden- en kleinbedrijf. In de jaren zeventig werd het grootste deel van het metrosysteem MARTA gebouwd.
De in Atlanta gevestigde luchtvaartmaatschappij Delta Air Lines bleef groeien, en sinds 1998, 1999 is de luchthaven van Atlanta 's werelds drukste en belangrijkste knooppunt van het luchtverkeer binnen de Verenigde Staten. Sinds de jaren negentig heeft stadsvernieuwing veel van de oudste buurten van de stad nieuw leven ingeblazen. Eengezinswoningen van begin twintigste eeuw werden gerenoveerd, verlaten fabrieken werden tot woon-, winkel- en horecacomplexen omgebouwd en er ontstond nieuwbouw met een gecombineerde woon-, werk-, winkel- en horecafunctie. In 2005 kocht de stad de BeltLine, een 35 kilometer lange voormalige spoorweglijn rond de binnenstad, die in een tramlijn met wandel- en fietspad werd veranderd.

## Geografie
Atlanta kent drie belangrijke commerciële centra binnen de stadsgrenzen: Downtown (centrum), maar daarnaast ook wijken die ontstonden als buitenwijken: Midtown en Buckhead. Commerciële centra en clusters kantoorgebouwen zijn er ook in de buitenwijken, met name het gebied Cumberland/Galleria (in Cobb County) en Perimeter (net buiten de stadsgrenzen van Atlanta in de stad Sandy Springs), maar ook tientallen kilometers verder langs de snelwegen I-75 in Cobb County, Georgia 400, en I-85 in Gwinnett County. Deze gebieden bevatten belangrijke voorsteden zoals Marietta, Kennesaw, Sandy Springs, Alpharetta en Duluth.

## Economie

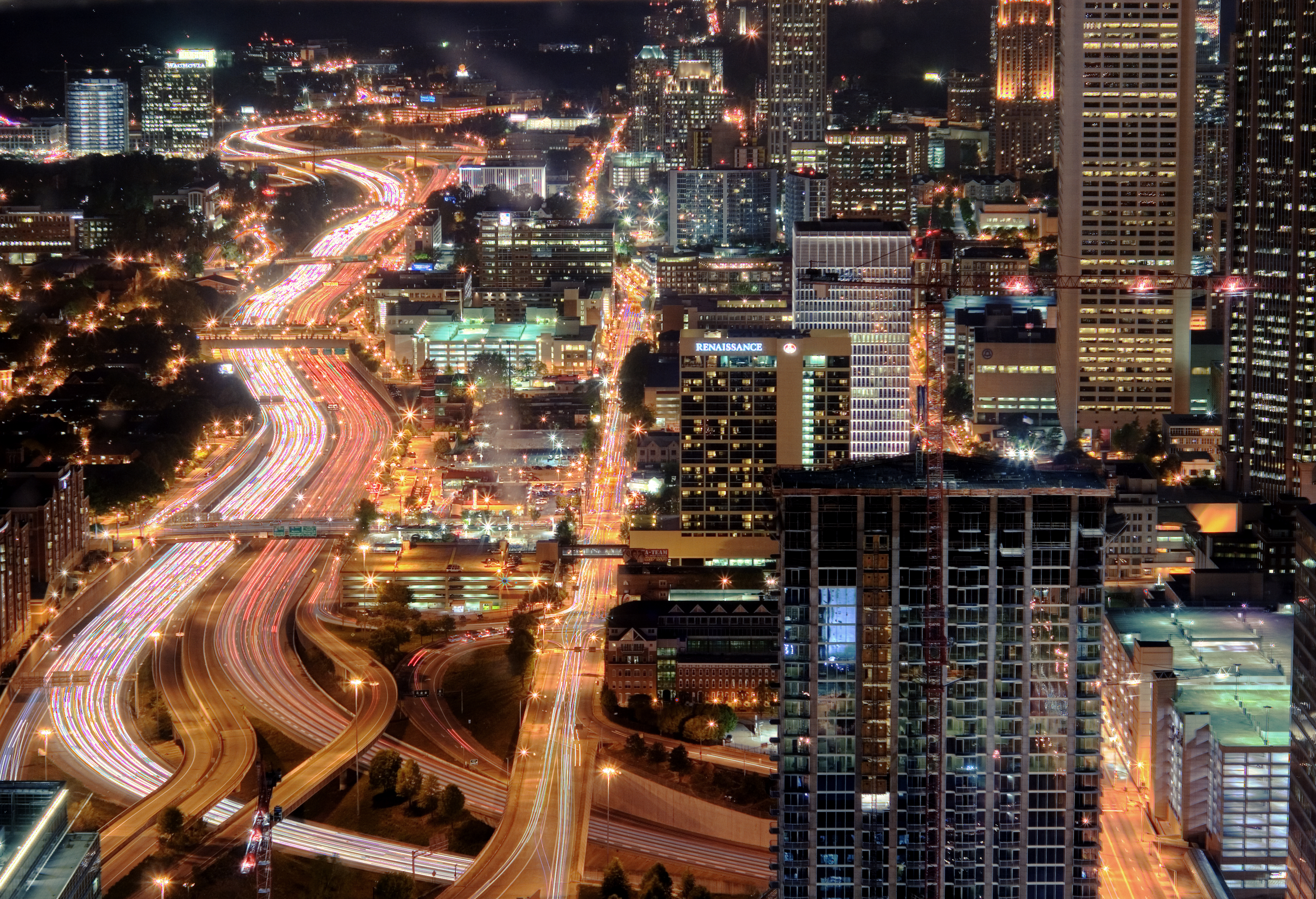
The Downtown Connector in Midtown

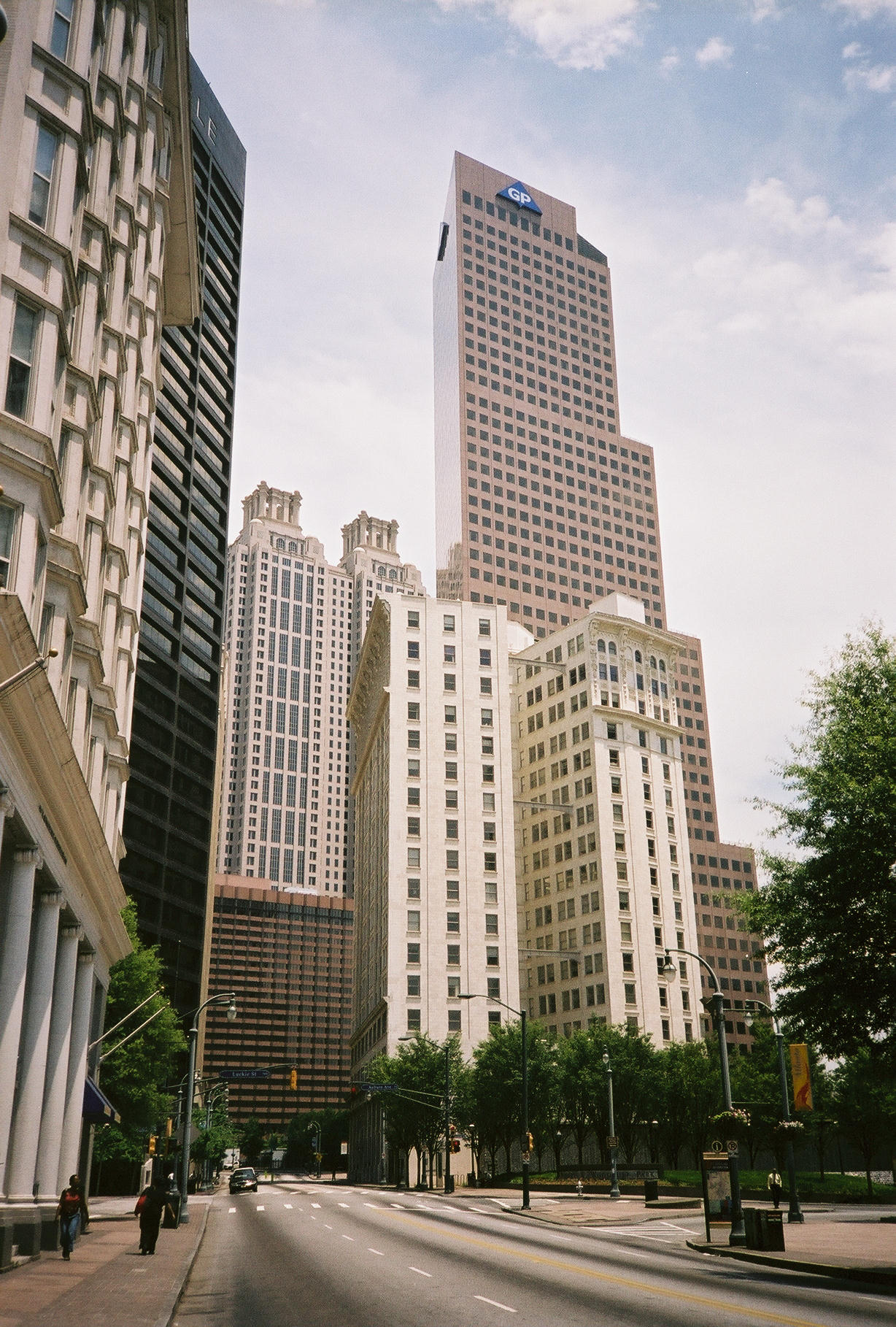
Downtown Atlanta

In Atlanta staan hoofdkantoren van diverse grote en kleine bedrijven. Luchtvaartmaatschappij Delta Air Lines was in 2016 de grootste werkgever van de stad met ruim 30.000 fte.

### Nederlandse bedrijven
De Nederlands-Amerikaanse Kamer van Koophandel voor de zuidoostelijke VS is in Atlanta gevestigd. Er is ook een Atlanta Holland Club. Beide houden maandelijkse borrels en vieren Koningsdag. Air France-KLM heeft in Atlanta managementpersoneel ondergebracht als onderdeel van de joint venture met Delta Air Lines met betrekking tot trans-Atlantische vluchten.
Nederlandse investering financierde de bouw van de wolkenkrabber 191 Peachtree. In 1989 waren er 85 Nederlandse bedrijven aanwezig in Atlanta, waaronder de ABN, de ING en Nationale-Nederlanden. Noro, een bedrijf van John Fentener van Vlissingen, opende een kantoor in Atlanta in de jaren tachtig en bezat meerdere gebouwen en complexen in de stad. Grand Cypress Resort, Inc., een investeringsbedrijf van de PGGM, was gevestigd in Atlanta.

## Cultuur

### Muziek
In 2009 noemde The New York Times Atlanta "het zwaartepunt van de hiphop". Veel hiphop-, r&b- en neo-soul-artiesten hebben Atlanta als thuisbasis. De stad was een zwaartepunt van de countrymuziek vanaf de ontwikkeling van die muzieksoort in de jaren tien tot de jaren vijftig van de twintigste eeuw; daarna nam Nashville het roer definitief over. Bovendien was en is Atlanta een zwaartepunt van de zwarte en blanke gospelmuziek. De jaarlijkse Dove Awards van de Gospel Music Association worden daar sinds 2011 uitgereikt.

## Klimaat
In januari is de gemiddelde temperatuur 5,0 °C, in juli is dat 26,0 °C. Jaarlijks valt er gemiddeld 1290 mm neerslag (gegevens op basis van de meetperiode 1961-1990).

## Openbaar vervoer

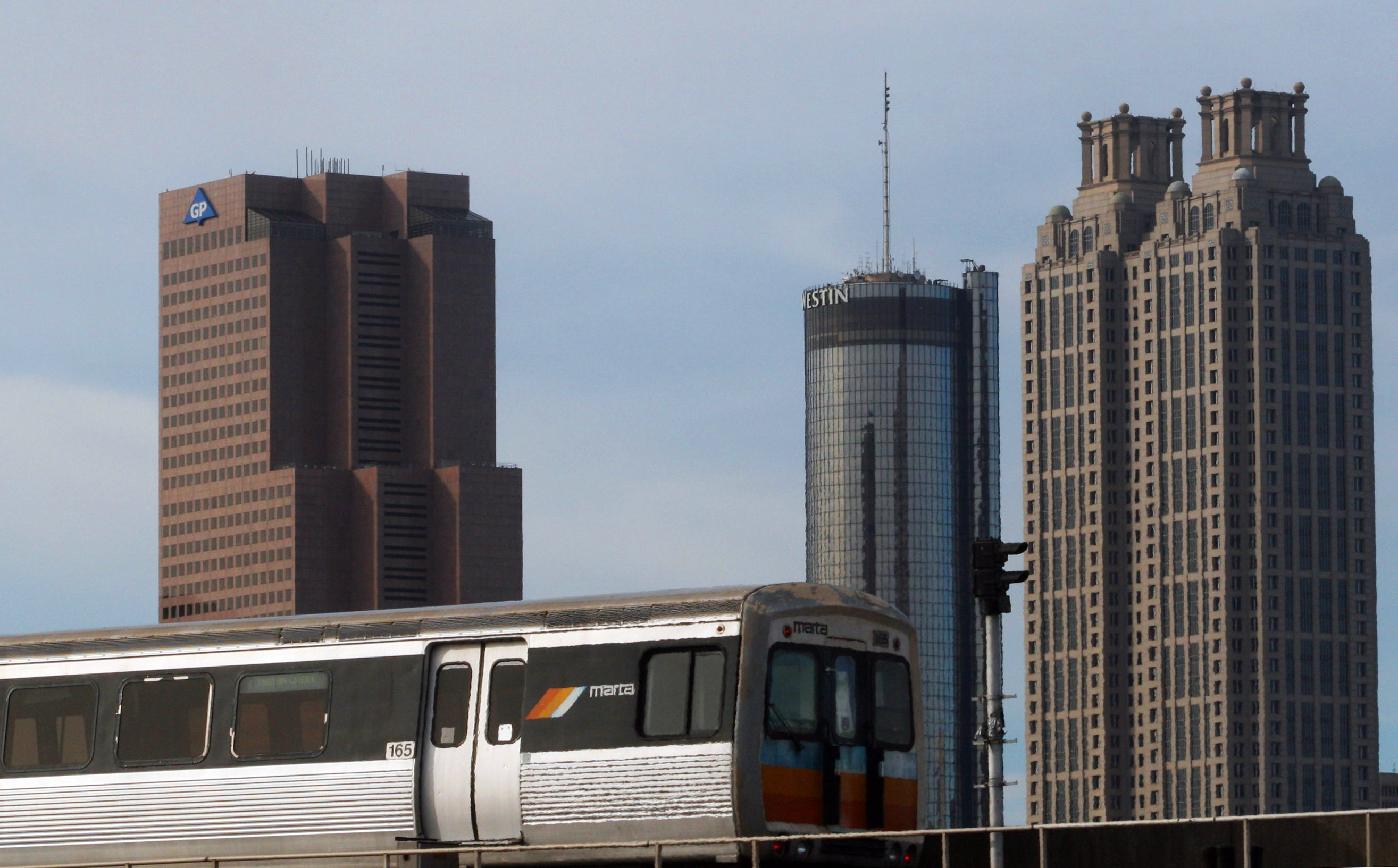
MARTA, metro van Atlanta

De stad Atlanta en de kerngebieden van de agglomeratie, Fulton County en DeKalb County, sturen samen een openbaar vervoerdienst aan, MARTA (Metropolitan Atlanta Rapid Transit Authority). MARTA verzorgt busvervoer en bedruipt de metro van Atlanta, die bestaat uit een noord-zuid- en een oost-westlijn. De metro bedient de luchthaven, Atlanta-centrum en drie van de vier andere belangrijkste commerciële wijken, Midtown, Buckhead en Perimiter. Een groot probleem is dat werkgevers en commerciële centra zijn verspreid over diverse gebieden in de agglomeratie, vooral over de zgn. "buitenwijken" in het noorden (noorden van Fulton County, Cobb County en Gwinnett County). Deze gebieden hebben geen metro- of spoorverbindingen, er is grote drukte op de weinige snelwegen die er zijn en vanwege de grote afstanden kan het uren duren om er met de bus heen te komen vanuit andere delen van Groot-Atlanta. Er wordt over gesproken om een regionaal spoorsysteem op te zetten om belangrijke commerciële centra in de buitenwijken met de rest van de agglomeratie te verbinden, en ook een tramlijn langs Cobb Parkway in Cobb County, die Kennesaw, Marietta en het gebied Cumberland/Galleria zou verbinden.

## Sport
Atlanta heeft drie sportclubs die uitkomen in een van de vier grootste Amerikaanse profsporten. Het gaat om:
- Atlanta Hawks (basketbal)
- Atlanta Braves (honkbal)
- Atlanta Falcons (American football)

Daarnaast speelt voetbalclub Atlanta United FC in de Major League Soccer.
In 1996 was de stad gastheer van de Olympische Zomerspelen en kreeg het vanwege de hitte de bijnaam Hotlanta.

## Stedenbanden
- Boekarest (Roemenië), sinds 1994
- Brussel (België), sinds 1983
- Cotonou (Benin), sinds 1995
- Daegu (Zuid-Korea), sinds 1981
- Fukuoka (Japan), sinds 2005
- Lagos (Nigeria), sinds 1974
- Montego Bay (Jamaica), sinds 1972
- Neurenberg (Duitsland), sinds 1998
- Newcastle upon Tyne (Engeland, Verenigd Koninkrijk), sinds 1977
- Olympia (Griekenland), sinds 1994
- Port of Spain (Trinidad en Tobago), sinds 1987
- Raänana (Israël), sinds 2000
- Rio de Janeiro (Brazilië), sinds 1972
- Salcedo (Dominicaanse Republiek), sinds 1996
- Salzburg (Oostenrijk), sinds 1967
- Taipei (Taiwan), sinds 1974
- Tbilisi (Georgië), sinds 1988
- Toulouse (Frankrijk), sinds 1974

## Plaatsen in de nabije omgeving
De onderstaande figuur toont nabijgelegen plaatsen in een straal van 12 km rond Atlanta.

## Galerij

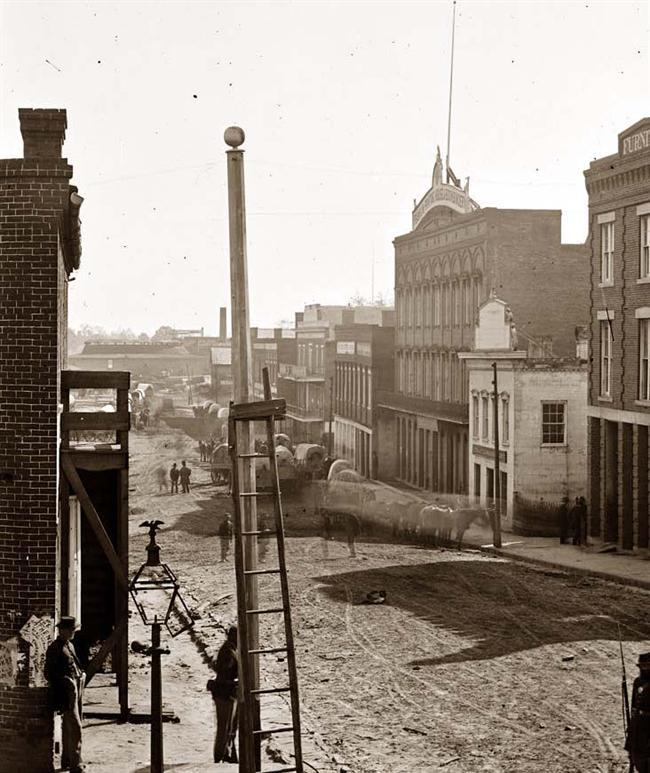
Marietta Street, 1864
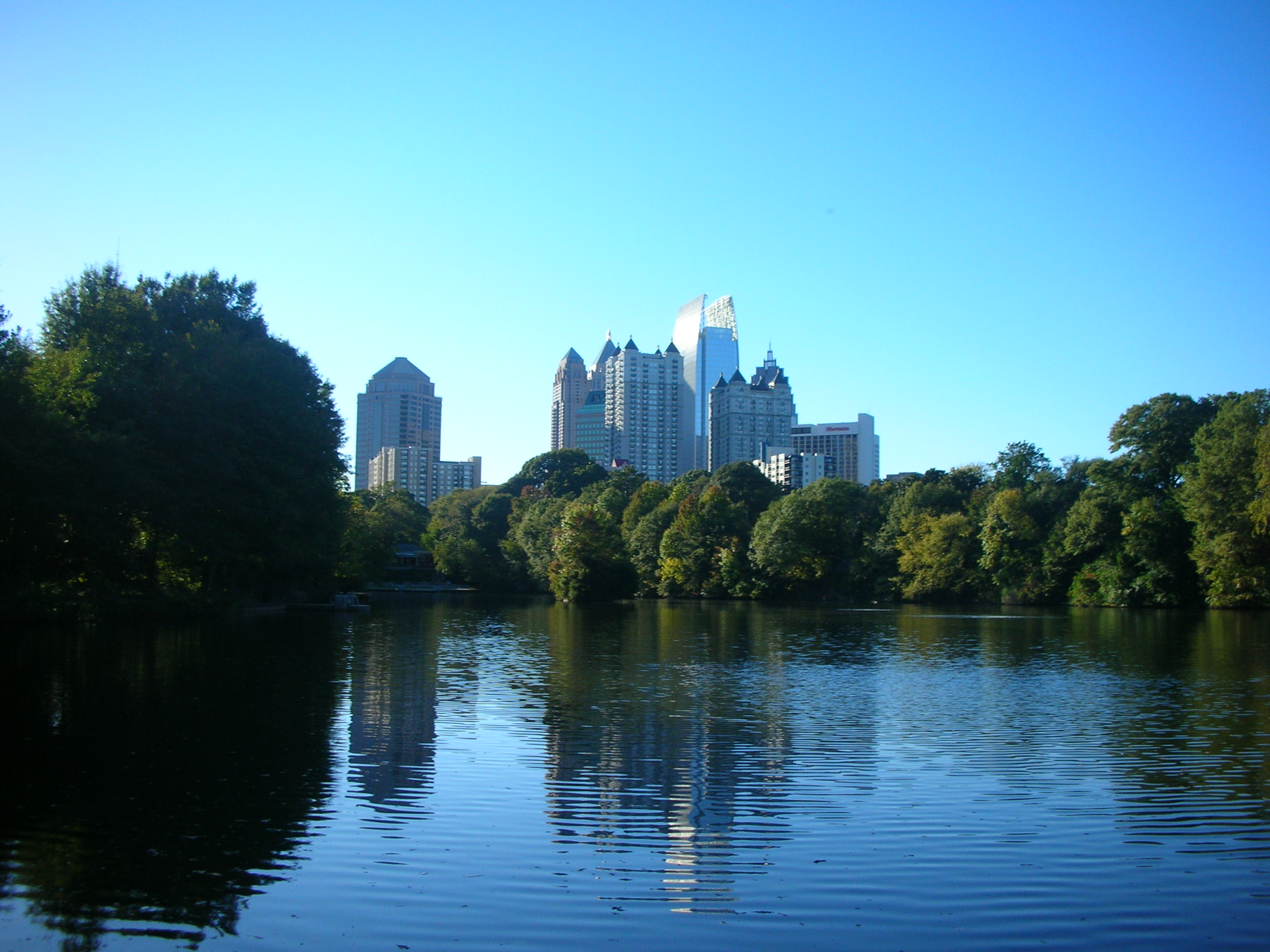
Stadssilhouet van de buurt Midtown
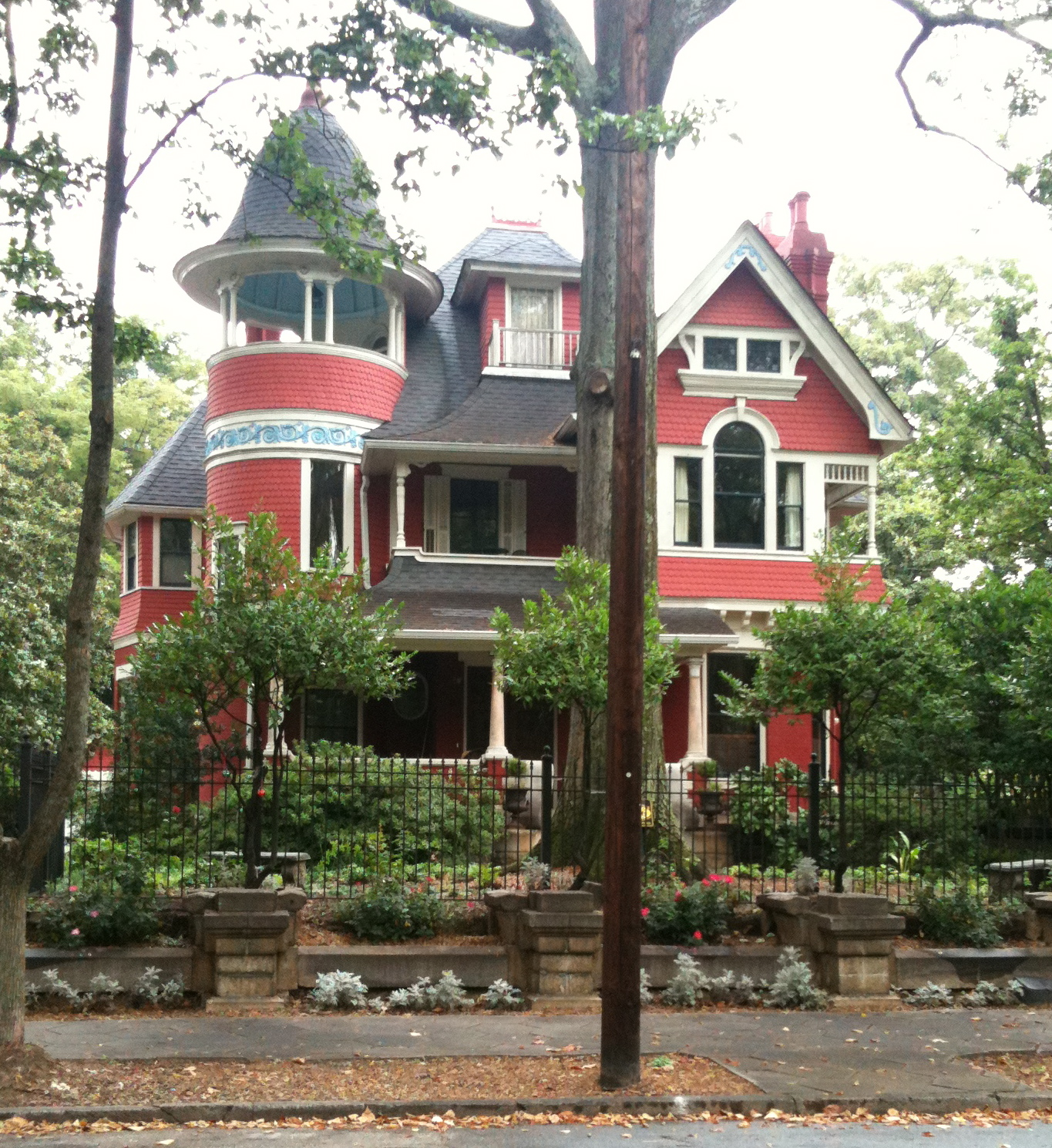
Beath-Dickey House (1890) in de wijk Inman Park, Atlanta
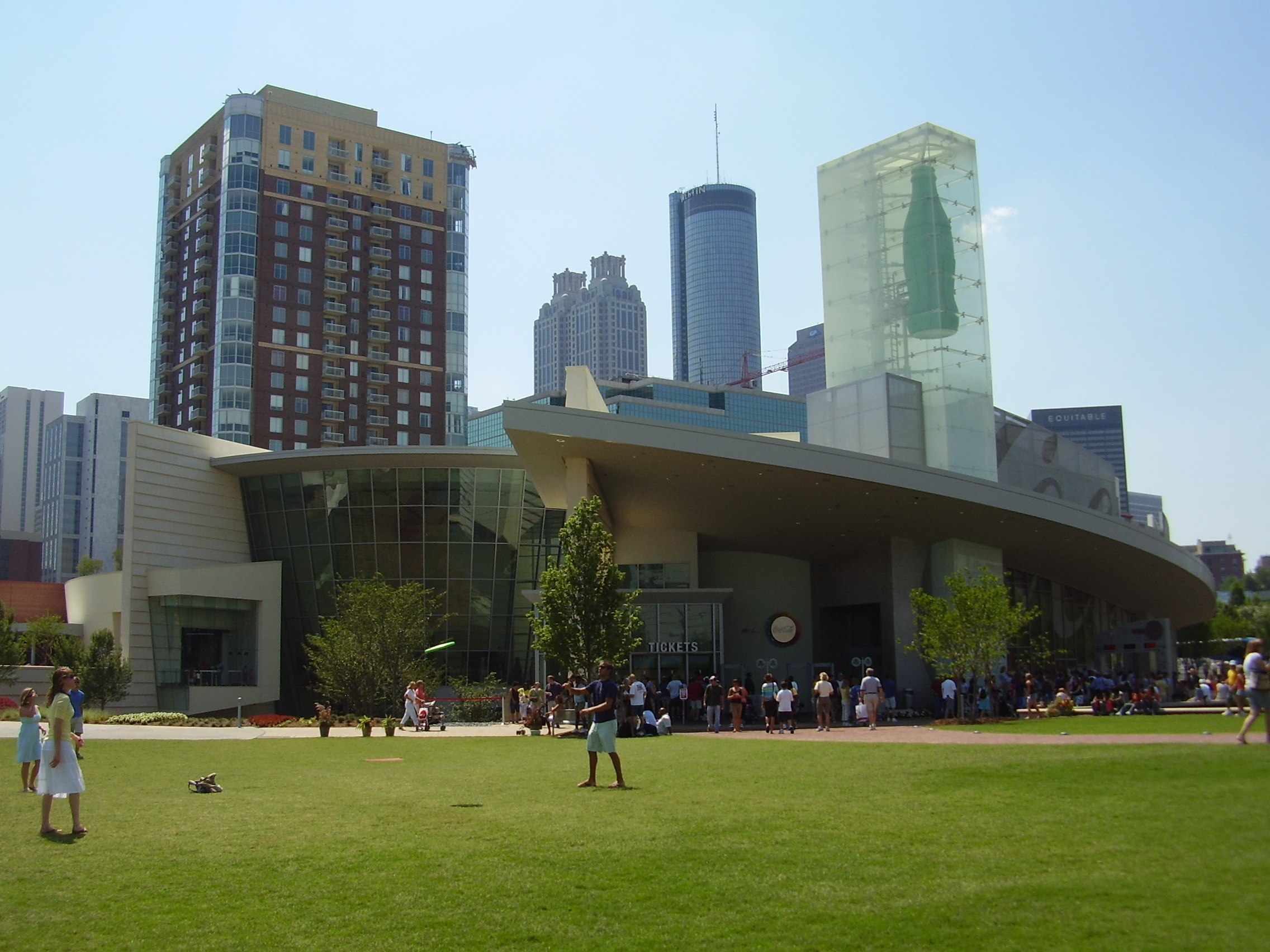
World of Coca-Cola, in de buurt Downtown